# 마가렛 (잡지)
《마가렛》(일본어: マーガレット 마가렛토[*])은 슈에이샤가 발행하는 일본의 소녀 만화 잡지이다. 격주로 발행된다. 1963년에 주간지로 창간되었다. 성인 여성이 읽는 작품도 있지만 11세에서 15세 여성이 주로 구독한다. 단행본의 레이블은 "마가렛 코믹스"이다.

## 연재 작품
- 베르사이유의 장미
- 올훼스의 창
- 꽃보다 남자
- 절애

## 관련 잡지
- 별책 마가렛
- 디럭스 마가렛
- 더 마가렛